# Capela de Nossa Senhora da Guia (Horta)

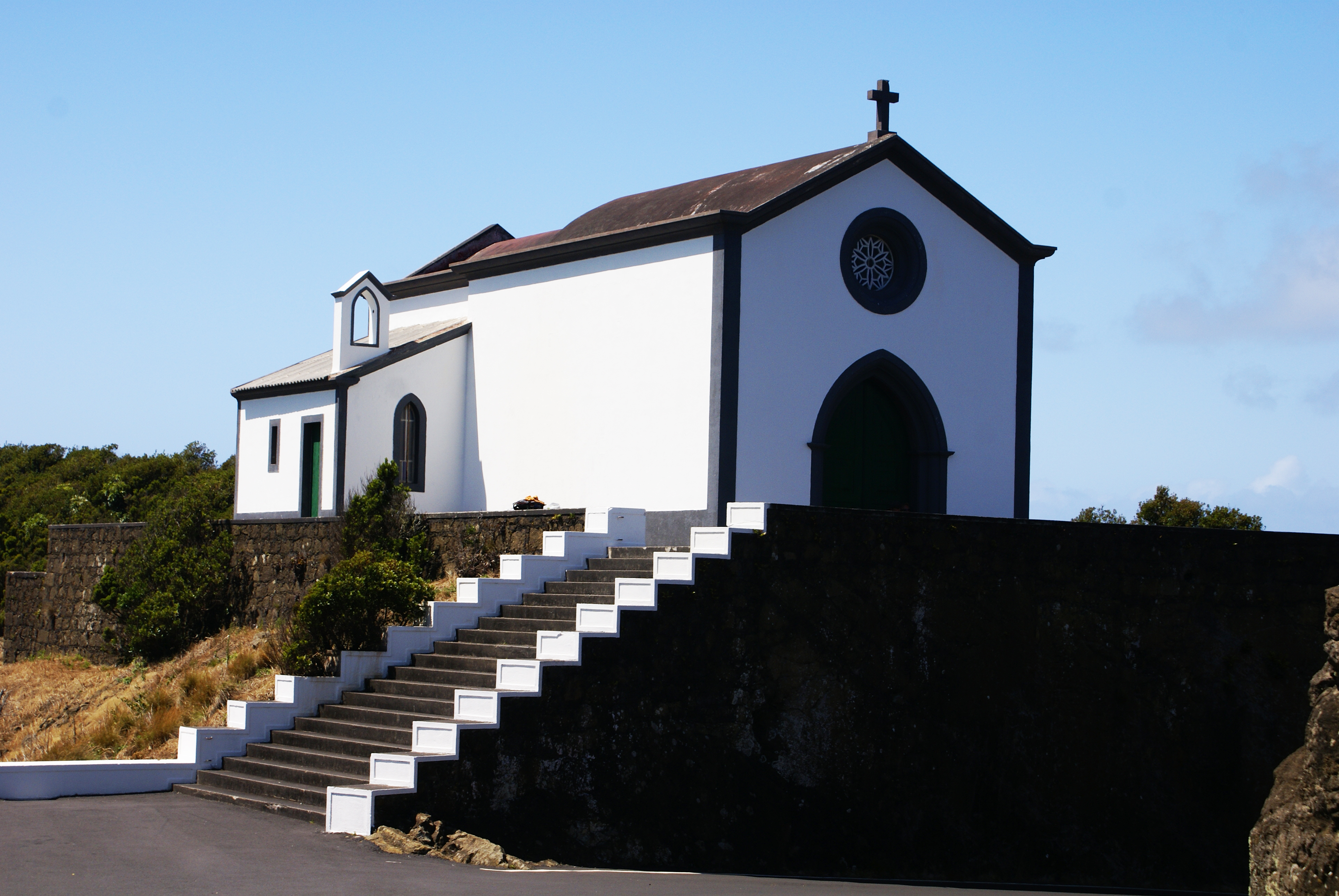
Ermida de Nossa Senhora da Guia, Monte da Guia.

A Ermida de Nossa Senhora da Guia localiza-se no topo do Monte da Guia, na freguesia das Angústias, na cidade e concelho da Horta, na ilha do Faial, nos Açores. Junto à cratera vulcânica do Monte da Guia, devido à posição e altitude em que se encontra, cerca de 145 metros acima do nível do mar, é visível de praticamente toda a cidade da Horta.

## História
Foi erguida no mesmo local onde existiu uma primitiva ermida, da mesma invocação, nos finais século XVII e princípios do século XVIII, pelo então Capitão-mor Tomaz Pórraz Pereira, tendo sido aberta ao culto em 1714.
Dada a demolição da primitiva ermida, devido ao avançado estado de degradação em que se encontrava, pelas intempéries e pelas frequentes crises sísmicas, na segunda metade do século XX, nasceu o templo atual, que foi dado como concluído em 1943.
Todos os anos é feita uma procissão anual dos Marítimos em barcos, cujo destino é esta ermida.